# Aioi
Aioi (japanisch 相生市, -shi) ist eine Stadt in der Präfektur Hyōgo in Japan.

## Geographie
Aioi liegt östlich von Okayama und westlich von Himeji an der Seto-Inlandsee.

## Geschichte
Die Stadt Aioi wurde am 1. Oktober 1942 gegründet.

## Verkehr
- Straße
  - San’yō-Autobahn
  - Nationalstraße 2
  - Nationalstraße 250
- Zug
  - JR-San’yō-Shinkansen: Bahnhof Aioi
  - JR-San’yō-Hauptlinie: nach Kōbe und Kitakyūshū

## Angrenzende Städte und Gemeinden
- Akō
- Tatsuno
- Kamigōri

## Söhne und Töchter der Stadt
- Ōyama Ikuo (1880–1955), Politiker und Politikwissenschaftler
- Kirio Urayama (1930–1985), Filmregisseur in der Shōwa-Zeit
- Tsuyoshi Yamaguchi (* 1954), Politiker

## Weblinks

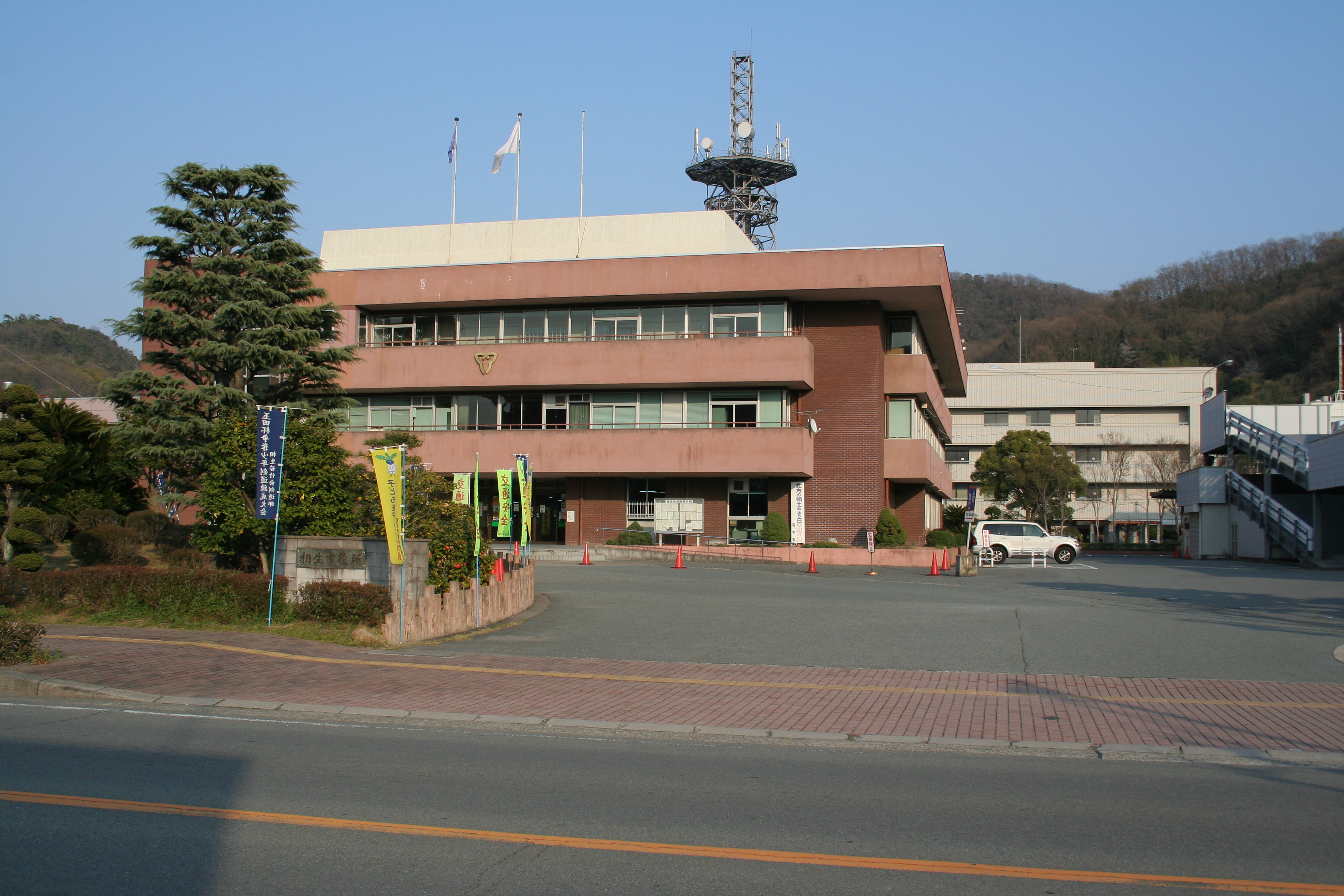
Rathaus von Aioi